# Деятельность Троцкого на посту наркоминдела (1917—1918)
Троцкий Л. Д. получил в первом составе Совнаркома пост наркома по иностранным делам (наркоминдела). В этом качестве Троцкий сталкивается с задачей преодолеть сопротивление бастующих сотрудников бывшего министерства иностранных дел, осуществить планировавшееся большевиками опубликование тайных договоров царского правительства, а также заключить мир и добиться международного признания новой власти.
Если с первой задачей Троцкий справился, то заключение справедливого мира и международное признание Советского правительства оказалось как для него, так и, в течение долгого времени, для последующих наркомов, непосильной задачей. Советская республика не была признана ни одним государством мира, за исключением Германии, Австро-Венгрия, Османской Империи и Болгарии. Мирные переговоры в Брест-Литовске закончились немецким наступлением весной 1918 года, и подписанием мира на крайне невыгодных для России условиях. 22 февраля 1918 года Троцкий подаёт в отставку в знак протеста против заключения Брестского мира, в марте 1918 года председатель Совнаркома Ленин В. И. назначает его на должность наркомвоена (впоследствии — наркомвоенмор и предреввоенсовета).
Нашим первым актом будет обращение с предложением немедленного перемирия на всех фронтах и созыва международной конференции для обсуждения демократических условий мира. Доля демократизма, который мы в состоянии будем провести в мирном договоре, будет зависеть от революционного отклика, который мы встретим в Европе. Если здесь мы создадим власть Советов, это будет мощным фактором в пользу немедленного мира по всей Европе, ибо Советское Правительство немедленно обратится через головы правительств ко всем народам с предложением перемирия. В момент заключения мира русская революция будет работать для обеспечения мира без аннексий, контрибуций, с правом народов на самоопределение и в направлении к созданию федеративной европейской республики. После окончания этой войны Европа будет воссоздана не дипломатами, а пролетариатом, - в виде федеративной европейской республики, в виде Соединенных Штатов Европы. Это должно быть во что бы то ни стало. Мало теперь одной национальной автономии. Экономическое развитие требует уничтожения национальных границ. Если Европе суждено остаться расколотой на национальные группы, то в этом случае империализм опять начнет свою работу. Только федеративная республика может обеспечить мир всему миру. Но без выступления европейских масс эти цели недостижимы - в настоящее время.

## Предыстория
II Всероссийский Съезд Советов рабочих и солдатских депутатов назначил Троцкого наркомом иностранных дел в первом составе большевистского правительства. Как свидетельствует большевик Милютин В. П. и сам Троцкий, Троцкому принадлежит авторство термина «нарком» (народный комиссар).
Вплоть до декабря Троцкий сочетает функции наркоминдела с функциями председателя Петросовета; по собственным воспоминаниям, «я этот Наркоминдел долгое время ни разу не посещал, так как сидел в Смольном». 5 декабря 1917 года Петроградский ВРК объявляет о самороспуске, и образует ликвидационную комиссию, 13 декабря Троцкий передаёт полномочия председателя Петросовета Зиновьеву Г. Е. На практике это приводит к тому, что в октябре-ноябре 1917 года Троцкий редко появляется в наркомате, и относительно мало занимается его делами из-за загруженности текущими вопросами в Петросовете.

## Бойкот госслужащих МИД. Опубликование тайных договоров
Первое, с чем пришлось столкнуться Троцкому на новой должности — массовый бойкот (в советской историографии — «саботаж») госслужащих. Как пишет Ричард Пайпс, после появления Троцкого в старом министерстве иностранных дел его служащие разошлись по домам, «чтобы при Троцком более в министерство не возвращаться». По свидетельству Джона Рида, 600 служащих министерства «швырнули Троцкому заявления об уходе».
На первых порах Троцкий был настроен скептически. Пестковский С. С. приписывает ему заявление, что «дело мое маленькое: опубликовать тайные договоры и закрыть лавочку». С другой стороны, сам Троцкий прокомментировал это своё заявление так: «я намеренно, разумеется, утрировал свою точку зрения, желая подчеркнуть, что центр тяжести сейчас совсем не в дипломатии». Тем не менее, служащие предоставлять Троцкому тексты тайных договоров также отказались, а товарищ (заместитель) министра Нератов А. В. скрылся с договорами в неизвестном направлении.
В подобном положении оказались также и другие большевистские наркомы: как отмечает Ричард Пайпс, в несколько недель после Октябрьского восстания наркомы даже были вынуждены заседать не в своих министерствах, а в 87-й комнате Смольного.
Опираясь на своего ближайшего помощника, кронштадтского матроса Маркина Н. Г., Троцкий преодолевает бойкот, в том числе вскрывая кабинеты запершихся там чиновников. Тайные договора были обнаружены, и постепенно начали публиковаться, Нератов также был разыскан. В декабре 1917 года началась публикация тайных договоров царского правительства. Французоязычная швейцарская газета Le Temps назвала эти публикации «WikiLeaks по-большевистски». В качестве опубликованных таким образом «разоблачений» было секретное соглашение Российской империи со своими союзниками по Антанте в том, что Россия в случае победы получит Константинополь, и всю европейскую часть Турции. Публикация тайных договоров широко использовалась в большевистской пропаганде для изображения ведущейся войны, как заведомо несправедливой, и нацеленной только на «колониальные захваты», и ограбление побеждённых.
К числу других ближайших помощников Троцкого в наркомате относятся учёные-филологи Поливанов Д. Е. и Залкинд И. А., владевшие рядом иностранных языков (в частности, Залкинд свободно разговаривал на восьми языках). Впоследствии Троцкий обвиняет своего помощника Поливанова во взяточничестве, пьянстве, и в том, что до революции он предположительно состоял в черносотенном «Союзе русского народа».
Ближайший же помощник Троцкого в наркомате иностранных дел, кронштадтский матрос Маркин Н. Г., в июне 1918 года был направлен на фронт, и 1 октября 1918 года погиб в бою. Троцкий, в это время уже бывший наркомовенмором и предреввоенсовета, лично написал по этому поводу некролог, и направил в Волжскую речную флотилию предложение увековечить память Маркина, назвав в его честь «первый боевой корабль». В 1919 году это предложение действительно было выполнено, но только отчасти; один из кораблей действительно получил название «Память тов. Маркина», однако боевым он не был.
В качестве методов «завоевания» старой государственной машины большевики использовали осенью 1917 года два подхода: во-первых, вместо отказавшегося работать на большевиков руководства к сотрудничеству привлекались их подчинённые, получавшие таким образом продвижение по службе. Во-вторых, служащие заменялись массовым набором из групп населения, которые большевики считали наиболее себе лояльными — из петроградских рабочих и из революционных балтийских матросов.
Троцкий также применял оба этих метода. В частности, он начал массовый набор в наркомат рабочих завода «Сименс-Шуккерт» и балтийских матросов, к числу которых принадлежал и помощник Троцкого в наркоминделе Маркин. Параллельно Троцкий увольняет 13 ноября «за саботаж» ряд чиновников старого МИД. 26 ноября (9 декабря) Троцкий приказом по Петроградскому ВРК объявил «саботажников», в том числе и «саботажников» в наркомате иностранных дел «врагами народа»: «Люди, которые усугубляют хозяйственную разруху и подрывают продовольствие армии и страны, являются отверженцами и не имеют права на пощаду….Кто не хочет работать с народом, тому нет места в рядах народа».
Фактически бойкот новой власти объявили и практически все послы России за рубежом, назначенные Временным правительством. 26 ноября Троцкий приказом по наркомату увольняет их всех, и назначает новых. Исключением были временный поверенный в Испании Соловьёв Ю. Я. и секретарь миссии в Португалии Унгерн-Штернберг Р. Р., но их телеграммы были заблокированы бастующими телеграфными служащими. Судя по всему, особенно враждебно отнёсся к новой власти посол Временного правительства в Лондоне Набоков К. Д., вместо которого Троцкий назначает послом («уполномоченным НКИД») Литвинова М. М.. Так как Великобритания отказалась признавать новую власть в России, назначение Литвинова фактически привело к тому, что в Лондоне какое-то время параллельно существовали два посольства — старое, Набокова, и новое, Литвинова.

## Международная изоляция новой власти
Такой же была реакция находившихся в России иностранных дипломатов. 8 (21) ноября НКИД обратился с нотой всем послам союзных держав с просьбой начать переговоры о немедленном всеобщем мире «без аннексий и контрибуций». Уже 10 (23) ноября послы союзников при Ставке Верховного Главнокомандующего в Могилёве заявили протест предполагаемому заключению сепаратного мира в нарушение соглашения между союзниками от 5 сентября 1914 года, запрещавшего сторонам переговоры о сепаратном мире.
В ответ на это наркоминдел Троцкий выступает с заявлением о том, что имеется в виду не сепаратный, а всеобщий мир, и что «будет ошибкой со стороны союзных правительств, если России ,в конце концов, придется заключить сепаратный мир». Также он обращается к послам нейтральных держав с просьбой стать посредниками на мирных переговорах, однако получил отказ. Посол Испании, сообщивший, что предложение отправлено в Мадрид, был отозван из России.
Британский посол в Петрограде Бьюкенен в своих воспоминаниях сообщает, что, когда Троцкий, согласно дипломатическому протоколу, попытался лично объявить о своём вступлении в должность, Бьюкенен отказался принять его, после чего получил от неизвестных букет цветов с надписью «Браво! Благодарим Вас!»
Такую же враждебность высказал и французский посол Нуланс, назначенный в мае 1917 года вместо Мориса Палеолога. По выражению самого Троцкого, «Беседа…не привела ни к чему. После коротких колебаний Клемансо окончательно склонился к режиму колючей проволоки». В дальнейшем Троцкий приходит также к конфликту с главой французской военной миссии, генералом Нисселем, и называет его «центральной фигурой во всех махинациях и заговорах».
В конце ноября 1917 года происходит также конфликт с Британией: английские власти арестовывают русских поданных Чичерина и Петрова за пацифистскую пропаганду. Троцкий в ответ направляет ноту с угрозой арестовать в Петрограде британских поданных за «контрреволюционную пропаганду», если Чичерин и Петров не будут освобождены.
Если Троцкому удалось, находясь на посту наркоминдела, преодолеть бойкот служащих старого министерства иностранных дел, и начать публикацию тайных договоров царского правительства, то задача международного признания новой власти оказалась неосуществимой. В целом процесс международной изоляции большевистского правительства заканчивается уже к декабрю 1918 года с разрывом дипломатических отношений практически со всеми державами, как союзными, так и нейтральными.
... 
Товарищи!
Старая царская Россия была скована воедино железным обручем насилия и произвола.
Во время последней мировой жестокой войны этот обруч сломился и распался. И вместе с тем распалась на части старая царская Россия.
И многим казалось, что больше не собраться народам России воедино никогда. Но вот на наших глазах совершается великое историческое чудо: Советская власть объединяет народы старой царской России воедино.
Советские войска освободили Харьков и Киев. И что же ? Народ украинский - хочет ли он жить особой жизнью от остальной Советской России ?! Нет, он хочет дружного братского союза и неразрывной связи. Красные полки освободили Ригу и Вильно. И что же ? Народ латышский, народ литовский, народ белорусский, - стремятся ли они отмежеваться от нас каменной стеной ?! Нет, они хотят братского тесного союза. И то же самое произойдет завтра с Эстляндией, Кавказом, Сибирью, со всеми ныне еще разрозненными частями старой царской империи.
Это значит, что в сердцах трудовых народов живет непреодолимое стремление к соединению своих сил. Там, где была железом и кровью скованная царская империя, там было вместе с тем в глубинах народного сознания стремление к братской свободной жизни, без вражды, борьбы и свары одной нации с другой нацией.
Ныне трудящиеся люди, получившие при посредстве Советской власти в свои руки управление государством, - они строят новую Советскую Федеративную Россию. И эта новая Советская Россия протягивает свои руки рождающейся Германии, и будет во всем мире единая советская республика всех народов!
14 (27) ноября 1917 года Германия сообщила о своём согласии начать переговоры о мире; так как все остальные воюющие державы проигнорировали советские ноты, речь начала идти всё-таки именно о сепаратном мире.

## Брестский мир
9 (22) декабря 1917 года в городе Брест-Литовске начались переговоры о мире. Первый состав советской делегации возглавил один из немногих личных друзей Троцкого, Иоффе А. А.. Романтические иллюзии большевиков о «демократическом мире без аннексий и контрибуций» развеялись буквально через несколько дней после начала переговоров, когда германская сторона предъявила требования, включавшие в себя и аннексии, и контрибуции. Воспользовавшись провозглашённым самими большевиками лозунгом «самоопределения вплоть до полного отделения», Германия настаивала на отделении от России её западных национальных окраин под предлогом их «самоопределения», причём в ряде случаев «самоопределившимися» предполагалось признать марионеточные режимы, установленные германскими оккупационными властями.
ЦК РСДРП(б) большинством голосов решает затягивать мирные переговоры как можно сильнее, в надежде на скорую революцию в самой Германии, затем формула уточняется: «держимся до германского ультиматума, потом сдаём». Ленин также предлагает наркоминделу Троцкому поехать в Брест-Литовск, и лично возглавить советскую делегацию. По воспоминаниям самого Троцкого, «сама по себе перспектива переговоров с бароном Кюльманом и генералом Гофманом была мало привлекательна, но „чтобы затягивать переговоры, нужен затягиватель“, как выразился Ленин».
Немедленно после своего прибытия в Брест-Литовск Троцкий пытается вести пропаганду среди германских солдат, на что получает протест германской стороны. По выражению самого Троцкого, он решил «прощупать» настроение германских солдат, «будут ли они наступать». Троцкий также настаивает на переносе переговоров в нейтральный Стокгольм, но глава германской делегации, статс-секретарь МИД Рихард фон Кюльман отказывается принять это предложение.
По свидетельству одного из членов советской делегации, бывшего царского генерала Самойло А. А., возглавивший новый состав советской делегации Троцкий изолировал делегатов от немцев, запретив им посещать офицерское собрание, а на заседаниях зачастую «с большой горячностью» спорил с генералом Максом Гофманом; «Отдавая себе отчет о степени разложения русской армии и невозможности с её стороны какого-либо отпора в случае наступления немцев, я ясно сознавал опасность потерять колоссальное военное имущество на огромнейшем русском фронте, не говоря уже о потере громадных территорий. Несколько раз я говорил об этом на наших домашних совещаниях членов делегации, но каждый раз выслушивался Троцким с явной снисходительностью к моим непрошенным опасениям. Его собственное поведение на общих заседаниях с немцами явно клонилось к разрыву с ними»
Сохранились также воспоминания главы германской делегации, статс-секретаря германского МИД Рихарда фон Кюльмана, отозвавшегося о Троцком следующим образом: «не очень большие, острые и насквозь пронизывающие глаза за резкими стеклами очков смотрели на его визави сверлящим и критическим взглядом. Выражение его лица ясно указывало на то, что он [Троцкий] лучше бы завершил малосимпатичные для него переговоры парой гранат, швырнув их через зеленый стол, если бы это хоть как-то было согласовано с общей политической линией…иногда я спрашивал себя, прибыл ли он вообще с намерением заключить мир, или ему была нужна трибуна, с которой он мог бы пропагандировать большевистские взгляды».
Вскоре советская дипломатия сталкивается с новым серьёзным ударом. Центральные державы начинают сепаратные переговоры о мире с правительством Центральной Рады, тем самым признав Украину независимой державой (см. Брестский мир — Украина). Эти шаги Германии были тем более болезненными для большевиков, так как они признавали вместо правительства Генерального Секретариата Центральной Рады пробольшевистский Народный Секретариат в Харькове, в январе началось вторжение на Украину войск левого эсера Муравьёва М. А. и произошло пробольшевистское восстание в самом Киеве (см. Январское восстание в Киеве). 26 января (8 февраля) Муравьёв выбил правительство Центральной рады из Киева. Тем не менее, Германия продолжила сепаратные переговоры с, по выражению Троцкого, «несуществующим правительством», которое «правит только в своём помещении в Брест-Литовске». По условиям сепаратного мира правительство Центральной Рады соглашалось на ввод на Украину немецких войск для своей «защиты», и на массовую отгрузку продовольствия в Германию.
В середине января 1918 года большевистская партия по вопросу о мире раскалывается на два примерно равных лагеря; окончательно оформляется фракция «левых коммунистов» во главе с Бухариным, настаивавшая на полном отказе от германских требований, и лозунге «революционной войны». Со своей стороны, Ленин настаивает на немедленном мире, 20 января 1918 года публикует «Тезисы о мире». «Левые коммунисты» отвергают основное положение «тезисов» о том, что Россия не в состоянии оказать никакого сопротивления немцам вследствие окончательного развала бывшей царской армии, и требуют склонить население к массовому восстанию и партизанской войне против германо-австрийских оккупантов. Как Ленин, так и Троцкий отвергают подобный курс, как авантюристический. К январю-февралю бывшая царская армия окончательно прекращает своё существование. По воспоминаниям самого Троцкого, «окопы были пусты». Массовое дезертирство подстёгивается в том числе и начавшимся в армии голодом вследствие полного развала снабжения.
Вместе с тем, как отмечает исследователь Юрий Емельянов, Троцкий также прекрасно понимал, как российское общественное мнение воспримет Брестский мир, хорошо понимал он и то, что его фамилия может войти в историю, как фамилия лица, подписавшего кабальный неравноправный «договор Кюльман — Троцкий».
В результате Троцкий предпочитает лавировать между «левыми коммунистами» и Лениным, выдвинув 21 января 1918 года «промежуточный» лозунг «ни мира, ни войны: войну прекращаем, армию демобилизуем, но мира не подписываем». При голосовании на собрании большевиков-активистов 21 января левые коммунисты получили 32 голоса, Ленина — 15, Троцкого — 16, что даёт определённое представление о существовавших на тот момент настроениях внутри большевистской партии. Фактически, по вопросу о мире партия раскалывается примерно пополам. 22 января на заседании ЦК РСДРП(б) Троцкому удалось склонить на свою сторону большинство ЦК, 25 января резолюция, предложенная Троцким, получает большинство на совместном заседании ЦК РСДРП(б) и ЦК ПЛСР.
Оценивая последствия своего лозунга, Троцкий в надежде на революцию в Германии заявляет, что «25 % за то, что германцы смогут наступать». Член советской делегации Покровский М. Н. отозвался о надеждах Троцкого крайне скептически: «Он наивно воображал, что стоит только перенести цирк „Модерн“ в Брест — и дело будет в шляпе. Что из его брестских речей до германского рабочего дойдет только то, что разрешит напечатать военная цензура Вильгельма II, это ускользнуло от его соображения».
9 февраля 1918 года немцы перехватили в Берлине воззвание к германским солдатам, призывающее их «убить императора и генералов и побрататься с советскими войсками», после чего германская делегация в Брест-Литовске по приказу кайзера Вильгельма II предъявляет большевикам первый ультиматум.
По заявлению кайзера Вильгельма II, сделанному 9 февраля 1918 года

Сегодня большевистское правительство напрямую обратилось к моим войскам с открытым радиообращением, призывающим к восстанию и неповиновению своим высшим командирам. Ни я, ни фельдмаршал фон Гинденбург больше не можем терпеть такое положение вещей. Троцкий должен к завтрашнему вечеру … подписать мир с отдачей Прибалтики до линии Нарва — Плескау — Дюнабург включительно…верховное главнокомандование армий Восточного фронта должно вывести войска на указанную линию.
10 февраля в ответ на полученный ультиматум Троцкий сделал следующее заявление на заседании в Брест-Литовске:

Народы ждут с нетерпением результатов мирных переговоров в Брест-Литовске. Народы спрашивают, когда кончится это беспримерное самоистребление человечества, вызванное своекорыстием и властолюбием правящих классов всех стран? Если когда-либо война и велась в целях самообороны, то она давно перестала быть таковой для обоих лагерей. Если Великобритания завладевает африканскими колониями, Багдадом и Иерусалимом, то это не есть еще оборонительная война; если Германия оккупирует Сербию, Бельгию, Польшу, Литву и Румынию и захватывает Моонзундские острова, то это также не оборонительная война. Это — борьба за раздел мира. Теперь это видно, яснее, чем когда-либо….
Мы выходим из войны. Мы извещаем об этом все народы и их правительства Мы отдаем приказ о полной демобилизации наших армий… В то же время мы заявляем, что условия, предложенные нам правительствами Германии и Австро-Венгрии, в корне противоречат интересам всех народов.
После этого заявления советская делегация демонстративно покинула переговоры. В тот же день Троцкий отдаёт Верховному Главнокомандующему Крыленко распоряжение о демобилизации, через 6 часов отменённое Лениным. Как Ленин, так и ряд других большевистских лидеров, воспринимают распоряжение о демобилизации негативно. По выражению Ленина, «если революционная война, то надо её объявить, прекратить демобилизацию».
С психологической точки зрения Троцкому удалось «сохранить лицо»: его подпись под неравноправным договором так и не появилась, кроме того, сам договор уже в ноябре 1918 года был разорван советской стороной. Однако демарш 10 февраля, хотя и соответствовал воле большинства ЦК, прямо противоречил личной договорённости с Лениным «после ультиматума сдаём».
16 февраля Германия уведомляет советскую сторону о возобновлении военных действий 18 февраля в 1200, вскоре немцы берут Двинск. ЦК РСДРП(б) констатирует провал лозунга «ни мира, ни войны». 19 февраля в условиях начала германского наступления большевики снова обращаются с предложением о мире. 22 февраля от Германии получен новый, более жёсткий, ультиматум, требовавший в течение 48 часов принять решение о полной демобилизации армии, отказе от Прибалтики, Украины и Финляндии.
23 февраля 1918 года собирается историческое заседание ЦК РСДРП(б), у которого остаётся уже около суток до истечения ультиматума. Заседание проходит в обстановке крайне ожесточённой внутрипартийной борьбы, сделавшей возможный раскол вполне реальным. «Левых коммунистов» поддерживает Моссовет, и ряд провинциальных Советов; со своей стороны, Ленин угрожает в случае непринятия германских условий подать в отставку, что грозит большевикам серьёзным политическим кризисом с непредсказуемыми последствиями.
В таких условиях Троцкий, убедившийся в окончательном крахе своей формулы «ни мира, ни войны», в своём выступлении объявляет о поддержке Ленина. При голосовании сам Троцкий, и трое его сторонников воздержались, что позволило Ленину получить большинство голосов. По оценке Ричарда Пайпса, выступление Троцкого и организованные им четыре воздержавшихся голоса «спасли» Ленина, который «находился на грани унизительного поражения». По оценке самого же Троцкого,

Ввиду сложившегося соотношения сил в ЦК., от моего голосования зависело очень многое; зависело решение этого вопроса, потому что некоторые товарищи разделяли мою позицию. Я воздержался и этим сказал, что на себя ответственность за будущий раскол в партии взять не могу. Я считал бы более целесообразным отступать, чем подписывать мир, создавая фиктивную передышку, но я не мог взять на себя ответственность за руководство партией в таких условиях. Я считаю, что при нынешнем положении страны психологически и политически раскол невозможен. Тов. Радек был совершенно прав, когда говорил, что комиссар по иностранным делам не имеет права воздерживаться по вопросу о войне и мире. Поэтому я тогда же сложил с себя звание комиссара по иностранным делам, в том же заседании ЦК нашей партии.

22 февраля Троцкий действительно подал в отставку с поста наркома по иностранным делам. Действия Троцкого в Брест-Литовске были рассмотрены на VIII Съезде РКП(б). На этом съезде Троцкий напомнил собравшимся, что его линия «ни мира, ни войны» была ранее одобрена большинством ЦК; в итоге большинством голосов Съезда была принята предложенная Зиновьевым резолюция, одобряющая действия Троцкого. Новым наркоминделом становится Чичерин, освобождённый ранее английскими властями по требованию самого Троцкого. По собственному признанию, Троцкий передаёт ему дела «с некоторым облегчением».

## Проект «народной армии» союзнической ориентации (февраль — март 1918)
Окончательный распад бывшей царской армии в 1918 году вызывал крайнюю обеспокоенность союзников России по Антанте. В феврале 1918 года, когда стало ясным, что остатки войск не в состоянии как-либо сдержать немецкое наступление («откроем ураганный огонь на пять минут, и у нас не останется ни одного солдата по всему фронту»), к большевикам с предложением содействия обращается французская военная миссия во главе с генералом Нисселем.
22 февраля 1918 года Троцкий, ещё в качестве наркоминдела, направляет в ЦК записку с предложением эту помощь принять, «в каждом отдельном случае» рассмотрев предложения «капиталистических правительств» «под углом зрения целесообразности». В данном же «отдельном случае» Троцкий считал «целесообразность» несомненной: в условиях немецкого наступления Россия фактически оказалась без армии.
Ленин поддержал предложение Троцкого, направив в ЦК записку: «Прошу присоединить мой голос за взятие картошки и оружия у разбойников англо-французского империализма»; сам же Ленин на заседание ЦК, где рассматривался вопрос, не явился. По выражению Смилги И. Т., «если можно взять что-нибудь, то нужно брать». Член советской делегации в Брест-Литовске, Покровский М. Н. описывает положение большевиков следующим образом: «тогда мы были в положении человека, который сидит на шестом этаже горящего здания и перед которым стоит дилемма: что лучше — сгореть или броситься с окна на мостовую».
На заседании ЦК лидер «левых коммунистов» Бухарин выступает против принятия французских предложений по использованию французского же оружия и военных инструктуров, рисуя картины будущего превращения России в «колонию» англо-французского «империализма». Однако в итоге Троцкий собирает 6 голосов против 5, и утром 23-го уведомляет генерала Нисселя через капитана Садуля, что содействие французской военной миссии принимается. Прибыв на встречу с Троцким, генерал Ниссель заявил, что он не может давать обещаний о подобном содействии в случае заключения мира, и должен проконсультироваться со своим правительством, хотя, по его мнению, такое сотрудничество будет в интересах Франции.
Уже 23 февраля на заседании ЦК РСДРП(б) принимается историческое решение о заключении Брест-литовского мирного договора. Однако Троцкий в тот же день сообщает генералу Нисселю свои мрачные предчувствия по поводу этого договора; он сомневается, что договор будет ратифицирован ВЦИК, и неизвестно, будет ли ещё этот мир соблюдаться немцами. Под этим предлогом Троцкий опять просит Нисселя о содействии в деле организации армии.
Однако в ночь с 23 на 24 февраля мир был подписан и ВЦИК. После этого Троцкий опять обращается к генералу Нисселю и британскому представителю Локкарту с просьбой о содействии, высказывая сомнения, что мир будет ратифицирован IV Съездом Советов. Однако 15 марта мир был ратифицирован и съездом, 784 голосами против 261 при 115 воздержавшихся. После этого генерал Ниссель, как утверждает в своих воспоминаниях, пришёл к выводу, что Троцкий «ломал комедию».
Подписание Брестского мира сделало военную помощь англо-французских фактически невозможной, как противоречащей условиям мирного договора.

## Начало союзной интервенции на севере России
Одним из последних шагов Троцкого на посту наркоминдела становятся отношения с Мурманском. В конце февраля 1918 года Мурманский Совет получает сведения о предполагаемом нападении немцев и «белофиннов» на стратегическую Мурманскую железную дорогу, которая связывала незамерзающий мурманский порт с Центральной Россией, и была годом ранее построена с огромными усилиями. В то же время, Совет получает предложение от стоявших на мурманском рейде британцев оказать содействие.
1 марта 1918 года председатель Мурманского краевого совета Юрьев А. М. обращается в Совнарком за разъяснениями, и получает в тот же день директиву наркоминдела Троцкого «принять всякое содействие союзных миссий и противопоставить все препятствия против хищников». Эта директива была подтверждена Лениным и Сталиным 9-10 апреля 1918 года.
Однако попытки большевиков лавировать между возможной германо-финской и возможной англо-французской интервенцией в Мурманске провалились. 2 марта Юрьев заключает с представителями союзников соглашение, 6 марта, уже после подписания Брестского мира, в Мурманске начинается высадка англо-французских войск. Параллельно исполком Мурманской губернии и исполком Мурманской железной дороги заявляют протест действиям Юрьева, сам же Юрьев заявляет о намерении «защищать революцию и Родину от германских империалистов до последней капли крови».
На переговорах с Москвой 26 марта Ленин и Сталин заявляют Юрьеву, что в Мурманске «создалось запутанное положение», «нам кажется, что вы немножечко попались», и предлагают ему получить от англичан и французов «письменное подтверждение против возможной оккупации». В мае 1918 года новый наркоминдел Чичерин заявил протест «пребыванию в Мурманске англичан», 6 июня Ленин заявил Мурманскому Совету, что по условиям Брестского мира англичане не должны «появляться у наших берегов», в тот же день НКИД заявляет британскому представителю Локкарту официальный протест против нахождения войск его страны в Мурманске. Кроме того, Германия также заявляет протест против нарушения условий Брестского мира, и в середине мая предпринимает серию подводных атак на норвежские и русские суда.
10 мая 1918 года Троцкий от имени Совнаркома направляет в Мурманск Сергея Нацаренуса в статусе Чрезвычайного комиссара Мурманско-Беломорского края.
В июне 1918 года Совнарком окончательно теряет контроль над Мурманском. Председатель Мурманского краевого совета Юрьев 14 июня заявляет, что «заставить союзников уйти силой невозможно, военная сила неоспоримо на их стороне». 21 июня в телеграмме Главному морскому штабу Юрьев даже предложил привлечь к обороне Мурманска американцев.
25 июня Ленин и Троцкий, в этот момент уже в качестве наркомвоена, требуют от Мурманского краевого совета организовать отпор английскому десанту. 26 июня Ленин предлагает Юрьеву «пенять на себя». 29 июня комиссар Нацаренус докладывает в Петрограде, что по направлению на города Кемь, Кандалакша и Печенга выдвинулись силы «белофиннов», сил для обороны Мурманской железной дороги недостаточно, и запрашивает до 2 тыс. красногвардейцев. В последних числах июня Нацаренус сообщил, что «мурманский совдеп, не подчиняясь моим приказаниям, вступил в самостоятельное соглашение с англо-французами, порвал с рабоче-крестьянской властью, пополнив тем самым ряды врагов революции». В первых числах июля британцы, высадив, десант до 2 тыс. чел., занимают Мурманск и Мурманскую железную дорогу на протяжении 600 км от побережья, 8 июля Юрьев заключает с ними соглашение.
1 июля 1918 года Юрьев постановлением Совнаркома за подписью, в том числе, и Троцкого, объявлен «врагом народа». 2 июля газета «Известия ВЦИК» публикует приказ наркомвоенмора Троцкого, гласящий: «в Мурманске высажен чужестранный десант, вопреки прямому протесту Народного Комиссариата по иностранным делам…объявляю:1. Какая бы то ни было помощь, прямая или косвенная, чужестранному отряду, вторгшемуся в пределы Советской Республики, будет рассматриваться как государственная измена и караться по законам военного времени. 2. Продвижение в сторону Мурманска или Архангельска военнопленных в виде ли отрядов, безоружных или вооружённых, а равно одиночным порядком, безусловно воспрещается. Всякие нарушения этого запрещения будут караться по законам военного времени. …»
Сам Юрьев впоследствии осуждён ревтрибуналом в 1920 году «за преступную сдачу Мурманска» на расстрел с заменой на 10 лет лагерей, досрочно освобождён 16 января 1922 года.
В начале августа 1918 года интервенция на севере России распространяется и на Архангельск; в ночь с 1 на 2 августа свергается большевистское правительство, а уже 2 августа начинается высадка интервентов. 5 августа Троцкий, уже в качестве наркомвоенмора, подписывает свой приказ № 623, обвинивший бежавшие в Вологду местные власти в дезертирстве:

Всякий представитель Советской власти, который покидает свой пост в минуту военной опасности, не сделав всего, что можно для защиты каждой пяди советской территории, есть предатель. Предательство же в военное время карается смертью.
Предписываю вам немедленно задержать и подвергнуть аресту всех тех советских работников г. Архангельска, которые, по имеющимся у нас строго проверенным данным, должны рассматриваться как дезертиры для предания суду Верховного революционного трибунала.

В ответ Предсовнаркома Ленину уже 8 августа приходят протесты большевиков и левых эсеров из архангельского губисполкома, резко протестующих против приказа Троцкого. Протест был подписан председателем губисполкома Поповым.
В своих телеграммах представители Архангельска заявляли, что в Вологду бежали лишь «жалкие трусы» и «предательские элементы», посланные «центральной властью». По всей видимости, эти упрёки были адресованы Кедрову, Эйдуку, Огородникову Ф. Е. и Самойло А. А. Кроме того, на момент переворота 1-2 августа в Архангельске находились лишь два работника губисполкома, тогда как все остальные были в командировках.
По крайней мере, уже 9 августа под давлением телеграмм с протестами из Архангельска в дело вмешался Ленин. Он прекратил созданное в наркомате военных и военно-морских дел «дело о сдаче Архангельска», и потребовал от сотрудников архангельского губисполкома «не выезжать с докладами в Москву».